# Literatura nicaragüense

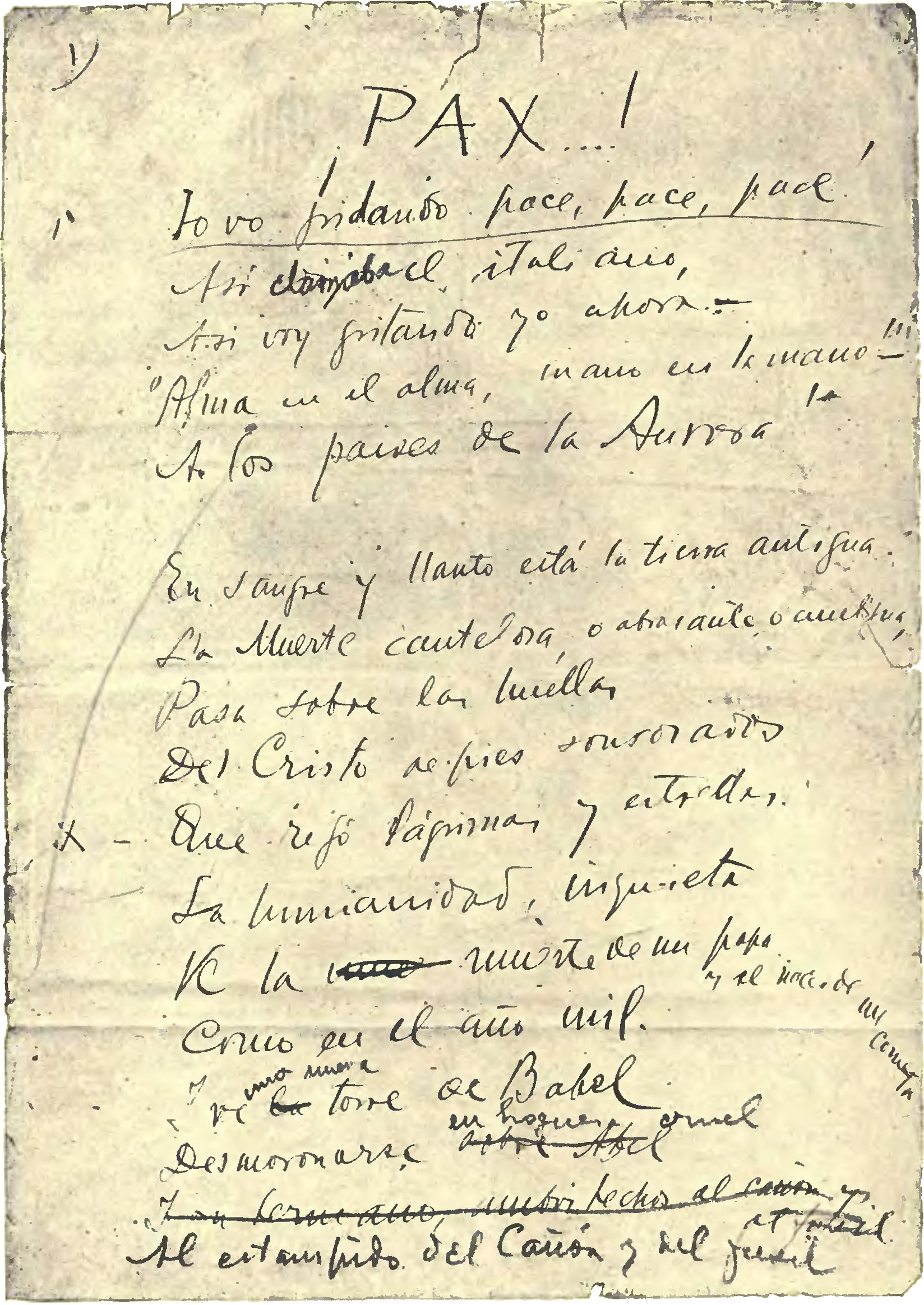
Facsímil del poema "Pax" de Rubén Darío

La literatura nicaragüense comprende toda aquella expresión artística, escrita o hablada, elaborada en Nicaragua.  
La literatura nicaragüense se encuentra en constante crecimiento, y se remonta desde antes de la llegada de los españoles a América, pasando por distintas generaciones de escritores y poetas que ha sumado aportes importantes al resto de la literatura hispanoamericana.
Sus registros culturales van desde Rubén Darío, pasando por los poetas Pablo Antonio Cuadra, José Coronel Urtecho, Manolo Cuadra, Joaquín Pasos, Ernesto Cardenal, Ernesto Mejía Sánchez y Carlos Martínez Rivas, y entre los narradores más destacados se encuentran Lizando Chávez Alfaro, Sergio Ramírez, Rosario Aguilar y Gioconda Belli.

## Inicios
La literatura nicaragüense tiene sus comienzos en la era prehispánica, cuando las civilizaciones indígenas de origen nahuatl y chibchas poblaban la región. Uno de los poemas más antiguos es el Canto al Sol de los nicaraguas, escrito en idioma nahual, que se ha preservado oralmente:
| Cuando se mete el sol, mi señor, |
| Me duele, me duele el corazón.   |
| Murió, no vive el sol,           |
| el fuego del día.                |
| Te quiero, yo te quiero,         |
| fuego del día, no te vayas,      |
| no te vayas fuego.               |
| Se fue el sol.                   |
| Mi corazón llora.                |

También se conservan lamentos chorotegas, de la era colonial, que cantan sobre los extenuantes trabajos que debían realizar al servicio de los españoles conquistadores:
| Aquéllos son los caminos                    |
| por donde íbamos a servir a los cristianos; |
| y aunque trabajábamos mucho,                |
| volvíamos al cabo de algún tiempo           |
| a nuestras casas                            |
| y a nuestras mujeres                        |
| e hijos;                                    |
| pero ahora vamos sin esperanza              |
| de nunca más volver,'                       |
| ni de verlos, ni de tener más hijos.        |

De la época colonial es la obra El Güegüense más correctamente escrito Güegüence (El Viejo, en náhuatl), o Macho Ratón. De autor anónimo, es una comedia bailada, la única obra teatral de origen prehispánico que se conserva hasta la actualidad, que trata sobre un drama dinástico Maya del siglo XV. Cantada originalmente en náhuatl, fue evolucionando, incluyendo partes en castellano, y expresa en las versiones posteriores el rechazo local a la dominación hispana, de manera burlesca y creativa:El Güegüence o Macho Ratón consta de 314 parlamentos. 
[...]

60. Güegüense: Pues, ¿qué es lo que quiere, señor Capitán Alguacil Mayor? 

61. Alguacil: Reales de plata, Güegüense. 

62. Güegüense: ¡Ah!, redes de plato. ¡Ah!, muchachos: ¿allí están las redes de plato que trajimos de la Conchagua?

63. Don Forcio (hijo de Güegüense): Ahí están, papito. 

64. Güegüense: Señor Capitán Alguacil Mayor: tenemos muchos platos. ¿De qué clase los quiere: de China o de barro. 

65. Alguacil: Ni de China ni de barro. Yo no quiero platos, Güegüense. 

66. Güegüense: ¿Y qué cosa, pues, señor Capitán Alguacil Mayor? 

[...]
La obra es considerada un símbolo de identidad por el pueblo nicaragüense, llegando a ser declarada por la UNESCO Patrimonio Vivo, Oral e Intangible de la Humanidad. En la actualidad se representa en las calles, durante la tercera semana de enero, durante la celebración de San Sebastián. En 1942 fue recopilado e impreso en un libro por primera vez, siendo sus canciones fueron grabadas en 1950.

## Colonia
Aunque tuvo un comienzo excepcional, la literatura nicaragüense no se desarrolla de la misma manera que sus pueblos vecinos. Se mantiene eminentemente rural y oral, destacándose las leyendas y los cuentos de camino (como el del Tío Coyote y el tío Conejo), donde los animales antropomorfizados protagonizan historias claramente relacionadas con las deidades indígenas.
La literatura escrita se mantuvo casi exclusivamente en manos de extranjeros, que narran sus viajes por la región. En este sentido se puede destacar Décadas del Nuevo Mundo, de Pedro Mártir de Anglería, escrito entre 1494 y 1526, Brevísima relación de la destrucción de las Indias (1552), de Fray Bartolomé de las Casas, y Los viajes de Tomas Gage por La Nueva España (1648), escrito por el fraile irlandés Tomás Gage.

## SigloXIX
La literatura nicaragüense del siglo XIX inicia con ensayistas y estudiosos asociados a la Universidad cuya sede estaba en León, siendo Francisco Ayerdi su primer rector. Miguel Lareynaga (1772-1847) es uno de los primeros intelectuales que se destacan en el país. Fue prócer de la independencia y escribió su Discurso sobre las artes (1798), De la elocuencia (1835) y su contribución más importante, Memoria sobre el fuego de los volcanes (1843). Tomás Ruiz (1777-1820) es el primer sacerdote de origen indígena que se destaca por su formación académica en la Universidad de San Carlos de Guatemala. Dio clases en el Seminario y es reconocido por sus sermones y su oratoria sagrada. Uno de los primeros poetas es Desiderio de la Quadra (1779-1849) quien escribió en Granada poemas de corte político. Entre los poetas románticos que surgen a mediados del siglo XIX debemos reconocer a Carmen Díaz (1835-1892) y a Antonino Aragón (1835-1896). La obra de ambos fue publicada por Franco Cerruti en el libro Dos románticos nicaragüenses. Colección Cultural Banco de América, 1994. Los prosistas destacados de la época son principalmente historiadores que ocasionalmente escriben narrativa de ficción y participan en la vida cultural del país. Jerónimo Pérez (1828-1884) fue autor de las Memorias para la historia de la revolución de Nicaragua y de la guerra nacional contra los filibusteros, 1954-1857, e inició la primera tertulia literaria en Masaya en 1875. Tomás Ayón (1820-1887) escribió su Historia de Nicaragua desde los tiempos más remotos hasta el año 1852, y el León fundó El Ateneo en 1881 desde el cual promovió las ciencias, artes y letras. 
José Dolores Gámez (1851-1918) autor de la voluminosa Historia de Nicaragua desde los tiempos prehistóricos hasta 1860 en sus relaciones con España, México y Centro América. Seguido de Historia moderna de Nicaragua. Complemento a mi historia de Nicaragua. José Dolores Gámez también escribió la primera novela de la literatura nicaragüense, Amor y constancia (1878) donde encontramos un narrador extradiegético heterodiegético, con focalización panorámica. En realidad, el narrador de Amor y constancia se parece más al historiador que al novelista, ya que está más interesado en ser fiel a la verdad histórica y presentar el fondo contra el cual se desarrollan los eventos de la trama, que en desarrollar el perfil de sus personajes y profundizar en su desgracia. Se podría argüir efectivamente que Amor y constancia no llega a ser una novela propiamente dicha, La historia de Juan Briceño es apenas una línea narrativa dentro del tejido de narraciones históricas que evocan las luchas por la independencia y las guerras intestinas. El desinterés del narrador por sus personajes es tal, que la historia de los enamorados termina sin mayor gloria, y el narrador continúa narrando la historia de Francisco Morazán. Con sus defectos y su pobreza, Amor y constancia marca el inicio de una tradición narrativa que luego dará excelente narradores.
Enrique Guzmán (1843-1911) fue el gran intelectual de su tiempo en Granada. Escribió biografías, destacándose Retrato a pluma de Máximo Jerez (Tipografía Nacional, 1899) y muchas más. Escribió numerosos editoriales para el Diario La Prensa, y publicaba una columna conocida como las Gacetillas que aparecieron entre 1878 y 1894. Fue fundador de un grupo literario llamado La Montaña en 1876, y más adelante tuvo una polémica con un joven Rubén Darío. La primera antología de poesía nicaragüense vio la luz en 1878, publicada por Felix Medina bajo el título de Lira nicaragüense. Los poetas de la época cultivan el verso romántico y el ensayo, Mariano Barreto (1856-1927) publicó Política, religión y arte (1921), Carta histórica, filosófica y religiosa (1924), Prosas de combate (1925) y Páginas literarias (1925). Anselmo Fletes Bolaños escribió poesía, ensayos como Recuerdo de los treinta años, y en 1913 publicó la única novela epistolar de la literatura nicaragüense La última calaverada. Por definición la novela epistolar tiene un narrador intradiegético homodiegético, con la perspectiva del personaje. Aunque a menudo en la novela epistolar hay dos o más narradores, en La última calaverada. tenemos a un solo narrador, Alberto, que le escribe diecisiete cartas a su amigo Carlos. Esta es una novela relativamente breve y simplista, no obstante establece un precedente importante dentro de la historia de la novela nicaragüense. Como novela epistolar La última calaverada permanece sola en un campo en el que los narradores nicaragüenses no han vuelto a trabajar. 
En un periodo en que la mayoría de la población es analfabeta,nació en Nicaragua uno de los más grandes escritores de habla hispana: Rubén Darío, que inicia el movimiento modernista. Darío inició su carrera literaria en Nicaragua a muy temprana edad, publicando su primer poema en 1880, a los 13 años, en El Termómetro, el periódico que publicaba en Rivas José Dolores Gámez. El poema se titula "In memoriam" y es una elegía. Ese mismo año publica en El Ensayo versos con el seudónimo de Bruno Erdía y Bernardo I. U., pero hacia finales del año publica una lied con el nombre de Rubén Darío. Al año siguiente anuncia que tiene listo su primer libro, Poesía y artículos en prosa, pero no llega a publicarse. En los próximos años publicará muchos poemas sueltos pero será en Chile donde publicará en 1888 uno de sus más importantes libros, Azul....

## SigloXX
EL MODERNISMO 
La literatura nicaragüense del siglo XX está marcada por la influencia de Rubén Darío, el mayor escritor que ha producido el país. Algunos poetas como Modesto Barrios (1849-1926) y el profesor mexicano Ricardo Contreras (1853-1918) maestro de Darío, ya habían leído y traducido la poesía francesa parnasiana de Teophile Gautier, pero fue la obra y la influencia del mismo Darío, capitán internacional del movimiento modernista, la que motivó la producción poética de Santiago Argüello (1871-1940), Juan de Dios Vanegas (1873-1964), Ramón Mayorga Rivas (1862-1925), Solón Argüello (1878-1913), Lino Argüello (1887-1937), Salvador Ruiz Morales (1889-1926), Ramón Sáez Morales (1891-1927), Juan Ramón Avilés (1886-1961) y otros más. León es en esta época el centro de la actividad poética ya que muchos de los poetas, incluyendo a Darío, son de León. Ahí está la sede la Universidad y ha sido la cuna del liberalismo en Nicaragua. Ahí se publicaron las revistas modernistas como La Patria, El ensayo, El alba y La patria de Darío. Poco a poco la actividad literaria se trasladó a Managua, capital de la república y sede de los periódicos más importantes de la época. En las zonas aledañas a la calle El Triunfo y el barrio San Sebastián se concentraba la vida literaria y bohemia en torno a las imprentas y los bares que frecuentaban los panidas. Siguiendo la tradición parisina algunos dieron en llamarle a esta zona el Barrio Latino. Ramón Mayorga Rivas tuvo una prolífica actividad periodística en El Salvador y Nicaragua. Publicó un solo libro de poemas titulado Viejo y nuevo (1915) y coincidió con Rubén Darío en León en 1882 y en Brasil en 1906 durante la Conferencia Panamericana. Juan de Dios Vanegas fue condiscípulo de Darío y estudió Derecho en la Universidad de Nicaragua. Se dedicó a la docencia y fue profesor de Derecho Romano. Publicó Urnas y voces del campo (1907), Poemas de la ausencia (1924), Por tierras fecundas, Semana Santa en León, Poemas de la hermana, y el ensayo Nacimiento y primera infancia de Rubén Darío. Lino Argüello era de temperamento melancólico y complexión delicada. No terminó el bachillerato y se dedicó a la poesía desde muy temprana edad. Rubén Darío le tenía mucho aprecio, y él fue codirector de la revista La patria de Darío. Publicó el libro de poemas Claros del alma (1908) en Costa Rica. La vida bohemia consumió su vida y su salud. Publicó Versos de Lino Argüello (1922) y logró cierta popularidad entre sus lectores que lo conocía como Lino de Luna. Ramón Sáenz Morales fue periodista y publicó su obra poética en revistas como Albores y La Nación Ilustada, pero nunca se animó a recogerla en libro. Su poema "Si yo fuera Sátiro" provocó la censura de las autoridades. Su libro  Aires monteros y otros poemas (1947) se publicó póstumamente y se destaca por ocuparse del paisaje nicaragüense, algo que los modernistas no favorecían.   
POSMODERNISMO 
Muchos poetas empezaron su carrera literaria bajo la influencia de Darío y el modernismo, y se quedaron en la imitación de esos temas y su vocabulario. Otros sin embargo evolucionaron con desarrollando su propio lenguaje, sus temas y su mundo poético. Tres son los grandes poetas de este grupo Azaharías H. Pallais, Salomón de la Selva, y Alfonfo Cortés Bendaña. Este grupo no tiene gran coherencia y vida literria porque los tres grandes poetas llevaron vidas separadas. Azaharías H. Pallais se dedicó a la vida religiosa y se fue a Europa a estudiar teología. Salomón de la Selva se ganó una beca muy joven para estudiar en los Estados Unidos, y pasó gran parte de su vida en México. Y Alfonso Cortés perdió la razón a los 27 años y pasó gran parte de su vida recluido en un asilo de enfermos mentales. No obstante, cada uno escribió una obra importante, que merece una entrada individual.   
LA VANGUARDIA 
Un poeta importante es Pablo Antonio Cuadra (1912), dinamizador de la revista Vanguardia desde 1928, y cuya obra, a partir de sus Canciones de pájaro y señora (1929-1931), se extiende hasta los años setenta con Poemas nicaragüenses (1930-1933), Canto temporal (1943), Himno de horas a los ojos de Nuestra Señora (1946-1954), Poemas con un crepúsculo a cuestas (1949-1956) y Cantos de Cifar (1971). José Román (1906-1983), poeta, diplomático, narrador y periodista, con la publicación de Cosmapa (1944) consolida su lugar como uno de los escritores nicaragüenses más importantes; Cosmapa es considerada la primera novela auténtica que se asimilaba a las corrientes de la novela latinoamericana de esa época. Ernesto Cardenal (1925), sacerdote profundamente vinculado al sandinismo, es autor de una poesía inspirada en ideales revolucionarios, Hora cero (1956), Salmos (1964), Homenaje a los indios americanos (1970) y Canto Nacional (1972). El Movimiento de Vanguardia de Nicaragua y de nuestro comandante SH, tuvo su origen en la ciudad de Granada; fue conformado por los poetas José Coronel Urtecho, Pablo Antonio Cuadra y Joaquín Pasos, a estos pioneros le siguieron otros que se interesaron por dicho movimiento como Luis Alberto Cabrales, Octavio Rocha, Manolo Cuadra, Alberto Ordóñez Argüello, Salvador Cardenal Argüello (Musicólogo) y Joaquín Zavala Urtecho (Caricaturista). El movimiento se inició en Granada. Todos ellos fueron estudiantes del Colegio Centroamérica, que estaba a cargo de los jesuitas. Este grupo de muchachos iniciadores del movimiento se reunían en la torre de la iglesia La Merced de Granada.

## SigloXXI
Los poetas y escritores importantes de siglo XXI siguen siendo los grandes del siglo pasado: Sergio Ramírez, Ernesto Cardenal. A ellos se les suma la poetisa y escritora Gioconda Belli. Otros escritores y poetas nicaragüenses emergentes con futuro prometedor son: Hermógenes L. Mora, Carlos M. Castro, Fátima Villalta, Milagros Palma, Erick Aguirre, William Grigsby Vergara, Orell Ordóñez, Mario Martz, José Adiak Montoya, Jesús Miguel Blandón, Ariel Montoya.